# 제46회 대종상
제46회 대종상은 2009년 11월 6일에 열린 시상식이다.

## 수상 및 후보

### 최우수작품상
- 신기전 - 김유진 수상
- 국가대표 - 김용화
- 마더 - 봉준호
- 하늘과 바다 - 봉수
- 해운대 - 윤제균

### 감독상
- 국가대표 - 김용화 수상
- 해운대 - 윤제균
- 미인도 - 전윤수
- 애자 - 정기훈
- 마더 - 봉준호

### 시나리오상
- 영화는 영화다 - 장훈 외3명 수상
- 애자 - 정기훈
- 김씨 표류기 - 이해준
- 핸드폰 - 김미현
- 불신지옥 - 이용주

### 남우주연상
- 내 사랑 내 곁에 - 김명민 수상
- 거북이 달린다 - 김윤석
- 해운대 - 설경구
- 신기전 - 정재영
- 국가대표 - 하정우

### 여우주연상
- 님은 먼곳에 - 수애 수상
- 미인도 - 김규리
- 마더 - 김혜자
- 하늘과 바다 - 장나라
- 애자 - 최강희

### 남우조연상
- 마더 - 진구 수상
- 해운대 - 김인권
- 님은 먼곳에 - 정경호
- 이태원 살인사건 - 장근석
- 모던 보이 - 김남길

### 여우조연상
- 애자 - 김영애 수상
- 불신지옥 - 김보연
- 박쥐 - 김해숙
- 미인도 - 추자현
- 내 사랑 내 곁에 - 남능미
- 해운대 - 엄정화

### 신인남자배우상
- 7급 공무원 - 강지환 수상
- 고고70 - 차승우
- 모던 보이 - 김남길
- 영화는 영화다 - 소지섭
- 소년은 울지 않는다 - 송창의

### 신인여자배우상
- 똥파리 - 김꽃비 수상
- 과속스캔들 - 박보영
- 여름, 속삭임 - 이영은
- 하늘과 바다 - 현쥬니
- 거북이 달린다 - 선우선

### 신인감독상
- 작전 - 이호재 수상
- 킹콩을 들다 - 박건용
- 똥파리 - 양익준
- 여름, 속삭임 - 김은주
- 영화는 영화다 - 장훈

### 촬영상
- 미인도 - 박희주 수상
- 국가대표 - 박현철
- 좋은 놈, 나쁜 놈, 이상한 놈 - 이모개
- 마더 - 홍경표
- 해운대 - 김영호

### 편집상
- 신기전 - 김현 수상
- 고고70 - 김상범
- 좋은 놈, 나쁜 놈, 이상한 놈 - 남나영
- 국가대표 - 박곡지
- 과속스캔들 - 남나영

### 조명상
- 박쥐 - 박현원 수상
- 미인도 - 김승규
- 과속스캔들 - 이성재
- 쌍화점 - 윤지원
- 신기전 - 임재영

### 음악상
- 쌍화점 - 김준석 수상
- 마더 - 이병우
- 과속스캔들 - 김준석
- 고고70 - 방준석
- 하늘과 바다 - 이응도

### 의상상
- 좋은 놈, 나쁜 놈, 이상한 놈 - 권유진 수상
- 쌍화점 - 이혜순 외1명
- 모던 보이 - 조상경
- 미인도 - 이유숙
- 님은 먼곳에 - 심현섭

### 미술상
- 쌍화점 - 김기철 수상
- 서양골동양과자점 앤티크 - 전경란
- 미인도 - 이하준 외1명
- 좋은 놈, 나쁜 놈, 이상한 놈 - 조화성
- 모던 보이 - 조상경

### 기획상
- 해운대 - 윤제균 수상
- 김씨 표류기 - 김무령
- 신기전 - 이영인
- 국가대표 - 김용화 외3명
- 나무없는 산 - 김소영

### 영상기술상
- 국가대표 - 정성진 수상
- 좋은 놈, 나쁜 놈, 이상한 놈 - 김욱
- 모던 보이 - 강종익 외2명
- 신기전 - 정성진 외2명
- 해운대 - 한스 울릭 외2명

### 음향기술상
- 신기전 - 오세진 수상
- 해운대 - 은희수 외1명
- 좋은 놈, 나쁜 놈, 이상한 놈 - 김경태 외1명
- 차우 - 오성진
- 고고70 - 박종근 외1명

### 남자인기상
- 내사랑 내곁에 - 김명민 수상

### 여자인기상
- 과속스캔들 - 박보영 수상

### 단편영화 최우수작품상
- 마지막 귀갓길 - 김준성 수상

### 공로상
- 강대선 수상

### 단편영화 감독상
- 굿나잇 - 강동헌 수상

### 심사위원특별상
- 엄마를 기다리며 - 문자영 수상

### 장려상
- 상견례 하는 날 - 양준호 수상
- 솔로 - 이은천 수상